# Leonardo Barba
Leonardo Barba Cortés (* 8. März 1949 in Juanacatlán, Jalisco; † 10. Oktober 2018) war ein mexikanischer Fußballspieler auf der Position eines Stürmers.
Weil auch seine Brüder Carlos, Javier, Leopoldo und Salvador Fußballprofis waren, ist die Familie mit fünf Vertretern zugleich Rekordhalter im mexikanischen Profifußball.

## Leben
Leonardo Barba wurde im Nachwuchsbereich seines Heimatvereins Club Deportivo Juanacatlán ausgebildet und wechselte noch im Jugendbereich zum benachbarten Großstadtverein Club Deportivo Nacional.
Beim Club Social y Deportivo Jalisco, einem in der höchsten mexikanischen Spielklasse vertretenen Stadtrivalen des Zweitligisten Nacional, erhielt Barba 1971 seinen ersten Profivertrag.
Zwei Jahre später wurde Barba an die Diablos Blancos de Torreón verkauft, die jedoch bereits nach der Saison 1973/74 durch Lizenzverkauf an die Leones Negros de la UdeG aufgelöst wurden. Daher ging Barba zu seinem vorherigen Arbeitgeber CSD Jalisco zurück, wechselte aber ein weiteres Jahr später zum CF Laguna, der ebenfalls in der Stadt Torreón beheimatet war.
Nach der Saison 1975/76 beendete Barba seine aktive Laufbahn und unterhielt seinen Lebensmittelpunkt weiterhin in Torreón.